# ماريا بيسلي
ماريا بيسلي (بالإنجليزية: Maria Beasley)‏ هي رائدة أعمال ومخترعة أمريكية. ولدت بيسلي في ولاية كارولينا الشمالية، ونشأت مع اهتمام متزايد بالأعمال الميكانيكية وتعلمت مهنة صنع البراميل من جدها. بين عامي 1878 و1898، حصلت بيسلي على براءة اختراع لخمسة عشر اختراعًا في الولايات المتحدة: منها جهاز تدفئة للقدم وطوف نجاة محسّن وجهاز مكافحة انحراف القطارات، ومع ذلك، سطع نجمها في عالم الاختراع لما قدمته من ابتكارات في مجال آلات تصنيع البراميل ومعالجتها. حصلت بيسلي على رخصة براءة اختراع لشركة ستاندارد أويل كومباني، وعرضت ابتكاراتها في معرض الذكرى المئوية للصناعة والقطن في العالم والمعرض العالمي الكولومبي، وأسست شركتين لتصميم البراميل وتصنيعها (بيعت إحداهما لاحقًا مقابل 1.4 مليون دولار، أي ما يعادل 42,222,963 دولارًا في عام 2021).

## نشأتها
ولدت بيسلي باسم ماريا هاوزر في عام 1836 في ولاية نورث كارولينا لعائلة ثرية. والداها هما آنا جوانا سباك وكريستيان هاوزر، الذي عمل طحانًا. أبدت ماريا اهتمامًا شديدًا بالأعمال الميكانيكية منذ شبابها، وأمضت الكثير من الوقت في استكشاف آلات الطحن التي يمتلكها والدها ومعمل التقطير الذي يمتلكه جدها. عندما كانت في الثالثة عشرة من عمرها، بنت مركبًا شراعيًا صغيرًا تمكّن من نقلها هي وكلبها بأمان. فضلًا عن ذلك، اشتهرت بيسلي بإنشاء العديد من الطواحين المائية التي تعمل بالطاقة المائية دون أن تتلقى المساعدة من أي شخص. أحد أجدادها، جيكوب هاوزر، هو صاحب معمل تقطير في كنتاكي، وعندما زارت بيسلي جدها ورأت ما يفعل، اطلعت على عملية صناعة البراميل وعلمت أن جدها بحاجة ماسة إلى طريقة أفضل في صناعتها، إذ اعتاد أن يسافر مسافة 1,000 ميل بحثًا عنها.
تزوجت بيسلي بجون كيو. بيسلي، وهو طبيب من ولاية كارولينا الشمالية، واتخذت من كنيته اسمًا لها. أنجب الزوجان طفلين: أوسكار ووالتر. أُصيب جون بالمرض نحو عام 1861، عندما بدأت الحرب الأهلية. نقلت بيسلي العائلة إلى منزل جدها في كنتاكي (الذي ورثته منه لاحقًا). عاشت العائلة هناك لمدة عشر سنوات على الأقل. قررت بيسلي لاحقًا الانتقال إلى الشمال لمنح أطفالها فرص تعليم أفضل، فباعت الأرض في كنتاكي وانتقلت العائلة مجددًا إلى فيلادلفيا بولاية بنسلفانيا.

## مسيرتها المهنية
خلال الفترة التي قضتها بيسلي في فيلادلفيا، أدرجت نفسها «خياطة» في أدلة المدينة، ولكن عندما افتُتح معرض الذكرى المئوية في فيلادلفيا في عام 1876، أصبحت بيسلي زائرة دائمة ولا سيما لقسم المعروضات في قاعة الآلات. كان لخبرتها دور في حثها على تصميم اختراعاتها الخاصة. في عامي 1878 و1879، حصلت بيسلي على براءات اختراعها الأولى عن ابتكار جهاز محسن لتدفئة الأقدام وتصميم مقلاة تحميص. 
في عام 1880، قررت بيسلي مواصلة العمل على ابتكار آلة جديدة لتصنيع البراميل ذات كفاءة أكبر. زارت العديد من الشركات المتخصصة في صناعة البراميل في جميع أنحاء البلاد لتقييم إجراءات التصنيع وتمكنت من استنتاج أن أصعب خطوة في عملية التصنيع تتمثل بتطويق أضلاع البرميل. حصلت بيسلي على براءة اختراع آلة تطويق البرميل في عامي 1881 و1882، وعرضت اختراعها في معرض الذكرى المئوية للصناعة والقطن في العالم في عام 1884. كان لاختراعها أثر كبير على إنتاج البرميل صناعيًا (إذ يمكن لآلة واحدة أن تنتج نحو 1,700 برميل يوميًا)، حصلت على رخصة براءة اختراعها لشركة ستاندرد أويل كومباني مقابل 175 دولارًا شهريًا لجهاز واحد. اعتمدت بيسلي على هذا النجاح وواصلت ابتكار ما لا يقل عن خمس آلات وعمليات صناعية أخرى مرتبطة بصناعة البرميل. مع استمرار حصولها على براءات اختراع وتسجيلها، تمكنت بيسلي من الحصول على تمويل بعد نقل بعض حقوق الملكية إلى شركاء الأعمال. بفضل حصولها على الدعم المالي، أسست شركة بيسلي ستاندرد باريل مانيوفاكتشرنغ في عام 1884، والتي كانت مساهمًا كبيرًا فيها. بعد سبعة أعوام، استحوذت شركة أمريكان باريل اند ستيف على شركة بيسلي مقابل 1.4 مليون دولار (أي ما يعادل 42,222,963 دولارًا في عام 2021).
بحلول عام 1891، عندما كانت بيسلي تقطن في شيكاغو، أعلنت نفسها رسميًا مخترعة، وأصبحت مؤسسًا مشاركًا ومديرًا لشركة واباش أفنيو سب واي ترانسبورتيشن، التي تولت مهمة تخطيط بناء نظام مترو أنفاق جديد في شيكاغو. قبل عام من ذلك، أصبحت بيسلي مؤسسًا مشاركًا لشركة شيكاغو باريل الجديدة (وهي شركة مختصة في تصنيع البراميل وما يتعلق بها من آلات) برأس مال أولي قدره 500,000 دولار. في عام 1893، عُرضت ابتكارات بيسلي في المعرض الكولومبي العالمي، وحظيت بتأييد كبير من عائلتها؛ إذ أصبح زوجها جون وكيل براءات اختراع لمساعدتها في تسويق تصميماتها، بينما تولى ابنهما والتر إدارة العمليات في مصنعها. تشير المؤرخة زارينا خان إلى أنه على الرغم من قوانين الوصاية (التي منحت الرجال حقوقًا قانونية في امتلاك مكاسب زوجاتهم وممتلكاتهن)، وقّع جون كيو صراحة على تنازله عن أي مطالبات بشأن المعاملات التجارية لزوجته، وبالتالي ضمان عدم تمكن عملائها وشركائها من إساءة استخدام وضعها القانوني كامرأة متزوجة لإلغاء اتفاقاتهم.
خلال منتصف تسعينيات القرن التاسع عشر، اضطلعت بيسلي في دراسة مسألة كيفية نقل البضائع القابلة للتلف بنجاح عبر مسافات طويلة بالقطار. اعتقدت أن الحل يكمن في تحسين سرعة القطارات باستخدام الكهرباء، عوضًا عن الاعتماد على سيارات التبريد للحفاظ على برودة البضائع. أنشأت خط سكة حديد تجريبي قصير يمتد حول عقاراتها وبدأت استكشاف طرق يمكن من خلالها إعادة تصميم القطار لدعم وتحمل سرعات تصل إلى 100 ميل في الساعة. في مارس 1895، أنشأ جيمس جي هولس وباركر كريتندن وجون دبليو هيل بتأسيس شركة إنتر أوشن إلكتريك ريل واي برأس مال بلغ 200 مليون دولار (كان ذلك أكبر مخزون رأسمالي في الغرب آنذاك)، وأعلنت الشركة عن نيتها بناء خط سكة حديد كهربائي يصل بين نيويورك وشيكاغو وسان فرانسيسكو، وعينت بيسلي مصممًا رئيسيًا لكونها محفزًا قويًا وراء فكرة إنشاء قطار جديد ومحسن. انطوت مساهمات بيسلي في الشركة على تصميم محرك أكثر ديناميكية هوائية، و«زجاج تلسكوبي» لمساعدة مهندسي القطارات في رؤية المزيد من الخطوط، وجهاز تدوير المياه الباردة والهواء حول محاور القطار، وبالتالي الحد من خطر حوادث الحرارة الزائدة. حصلت على براءة اختراع «وسيلة لمواجهة انحراف عربات السكك الحديدية» في عام 1898.
حصلت بيسلي على خمسة عشر براءة اختراع في الولايات المتحدة، وحصلت على براءات اختراع إضافية لاثنين من هذه الابتكارات في المملكة المتحدة. من اختراعاتها الأخرى غير المتعلقة بصناعة البراميل براءتين لطوف نجاة محسن (1880 1882)، وآلة للصق الأجزاء العليا من الأحذية (1882)، ومولد بخار (1886)، وآلة لصنع الخبز.